# Розкішна
Розкішна́ — село в Україні, в Ставищенській селищній громаді Білоцерківського району Київської області. Розташоване на правому березі річки Гнилий Тікич (притока Тікичу) за 2 км на південь від селища Ставище. Населення становить 3 264 особи.

## Історія
У 1356 році на місці села була заснована фортеця Любомир, названа на честь останнього правителя Галицько-Волинського князівства Любарта. Згодом навколо фортеці виникло досить велике місто, що займало територію Розкішної та Ставища. Із історичних актів відомо, що за часів Сигізмунда Першого місто було його власністю.
Місто було розорене під час набігу кримських татар та тривалий час лишалося незаселеним.

## Пам'ятки
В селі збереглася державна школа, що була збудована у 1896 році на кошти графів Браницьких. Товща стіни будівлі становить до 85 см. 

## Відомі люди
- Галянт Віталій Ігорович (1994—2014) — солдат Збройних сил України, учасник російсько-української війни.
- Загородній Михайло Петрович — голова наглядової ради ВАТ «Тресту „Київміськбуд-1“». Заслужений будівельник України.
- Ляхоцький Володимир Павлович — директор Українського науково-дослідного інституту архівної справи та документознавства.
- Стрельніков Сергій Олександрович — актор театру і кіно (Страсти по Чапаю) навчався в Розкішнянській школі.
- Шуляк Станіслав Миколайович — генерал-лейтенант, командувач внутрішніх військ МВС України (2012—2014)

## Галерея

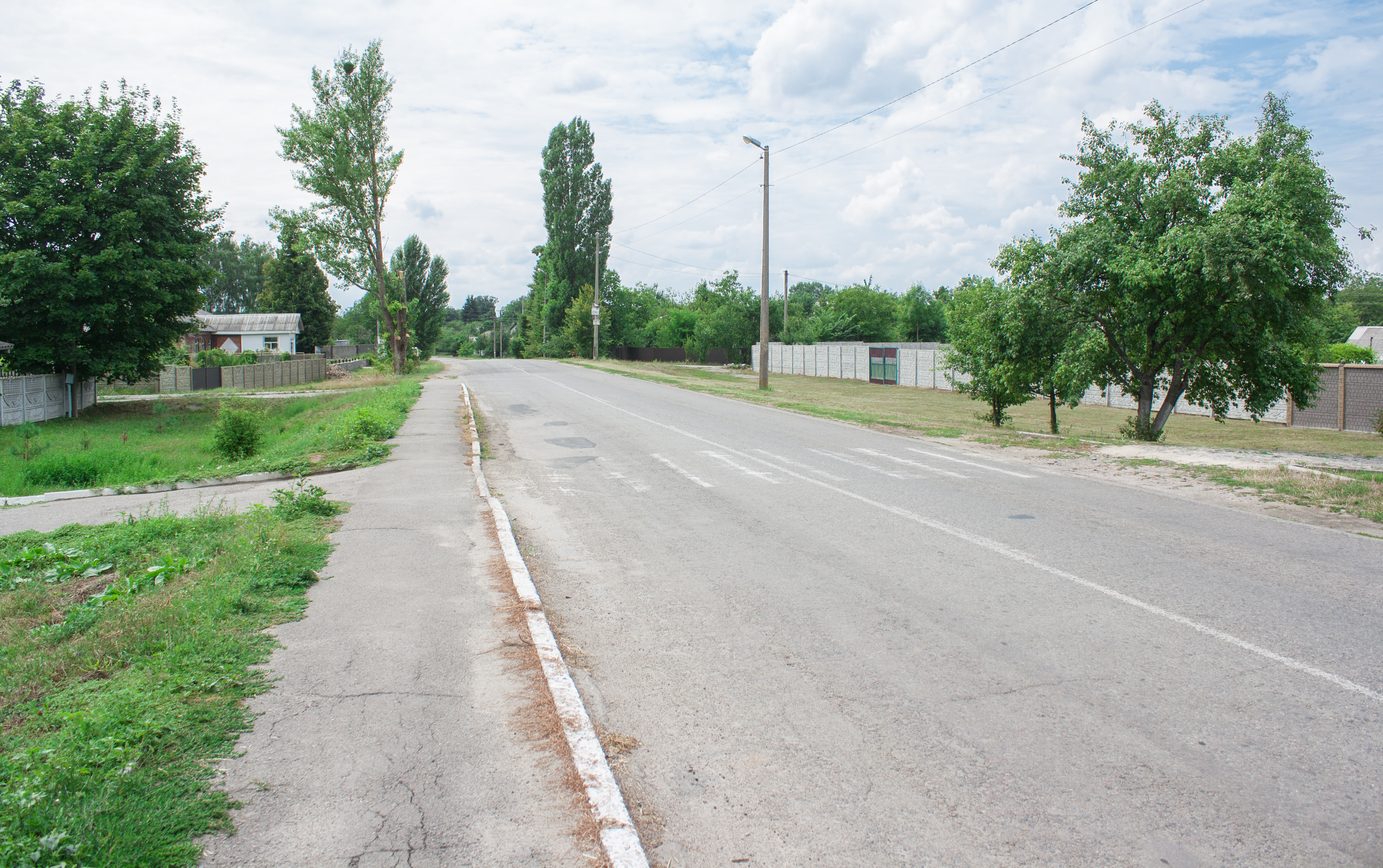
Вулиця Віталія Галянта
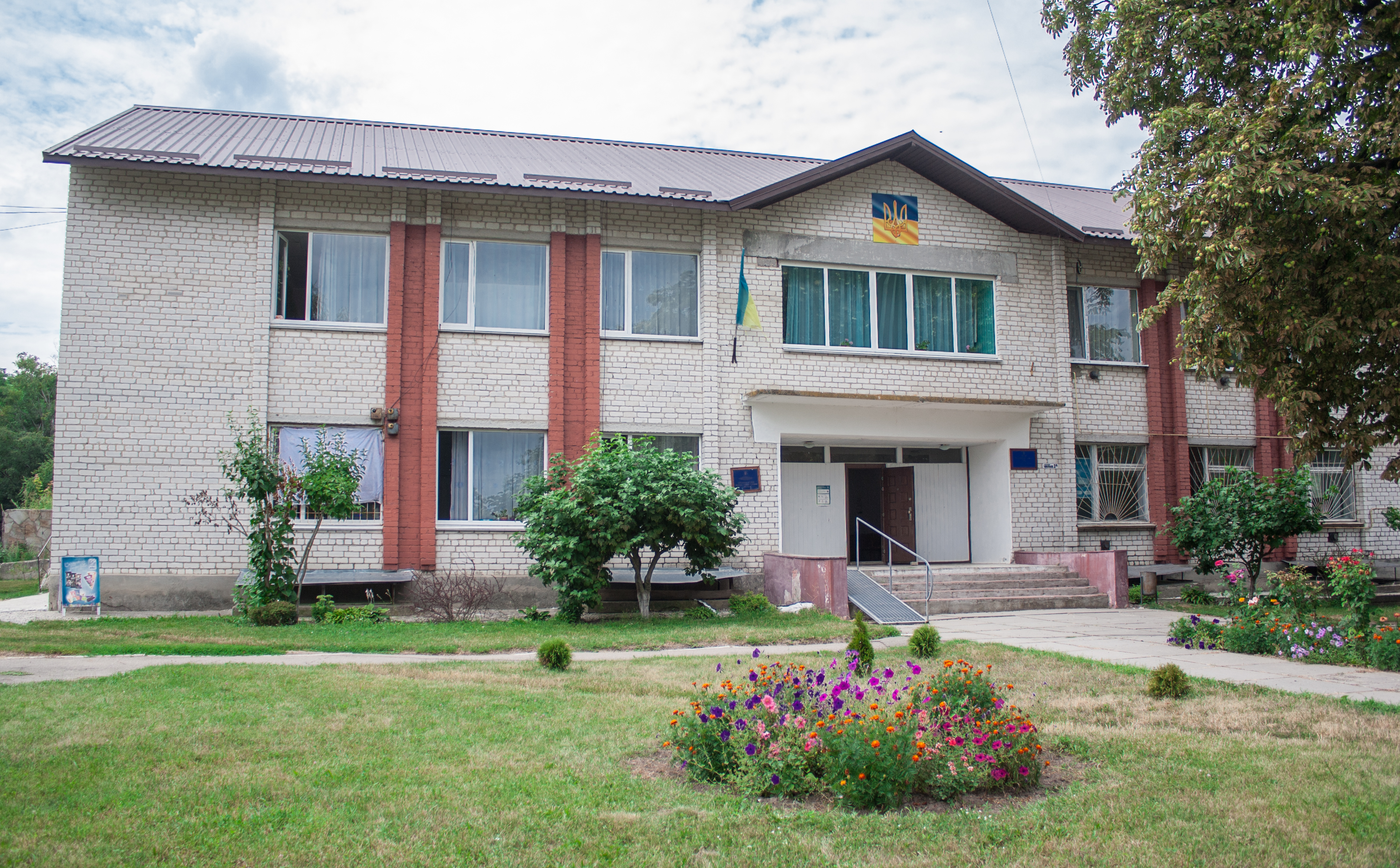
Сільська рада і амбулаторія
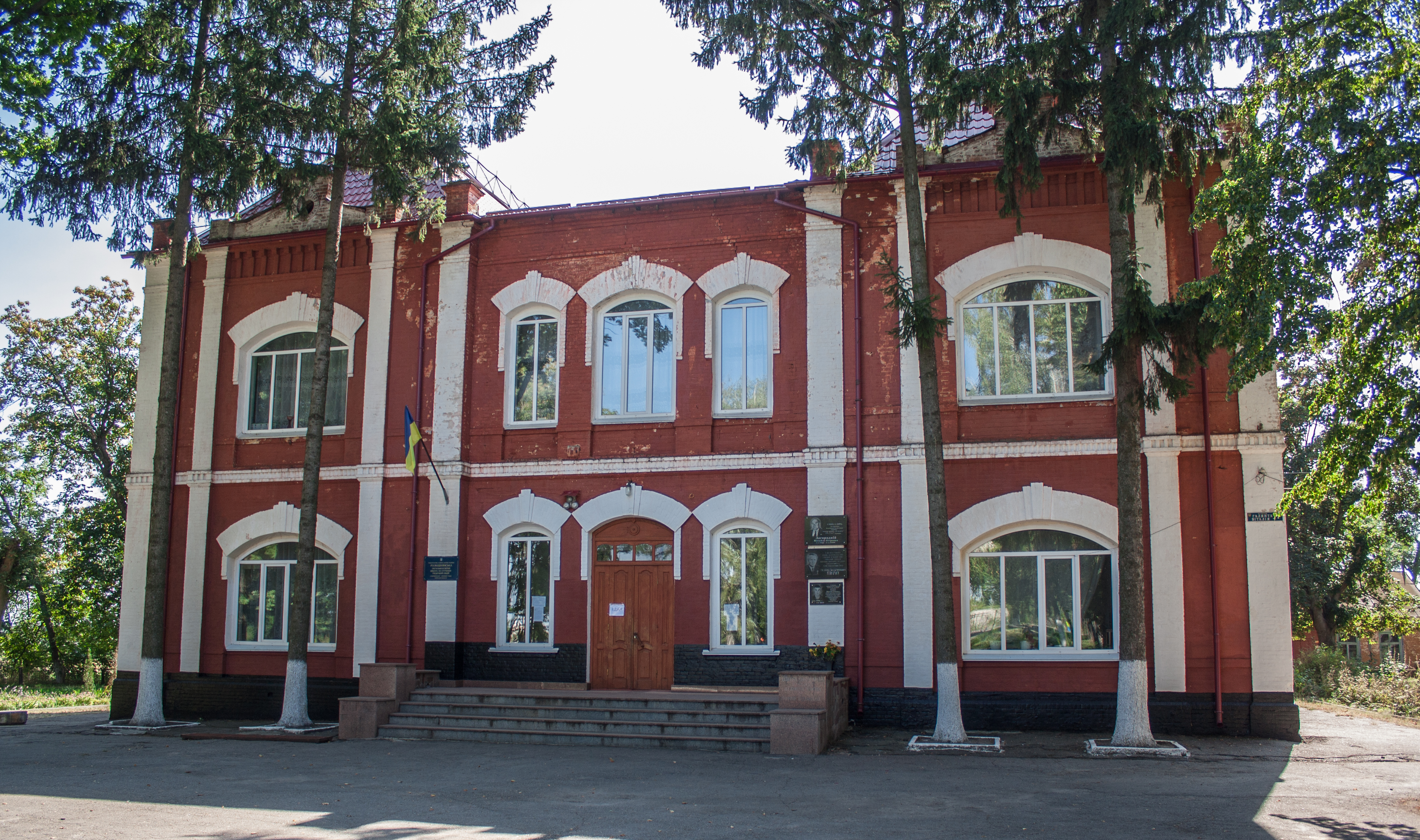
Школа (1896 р.)
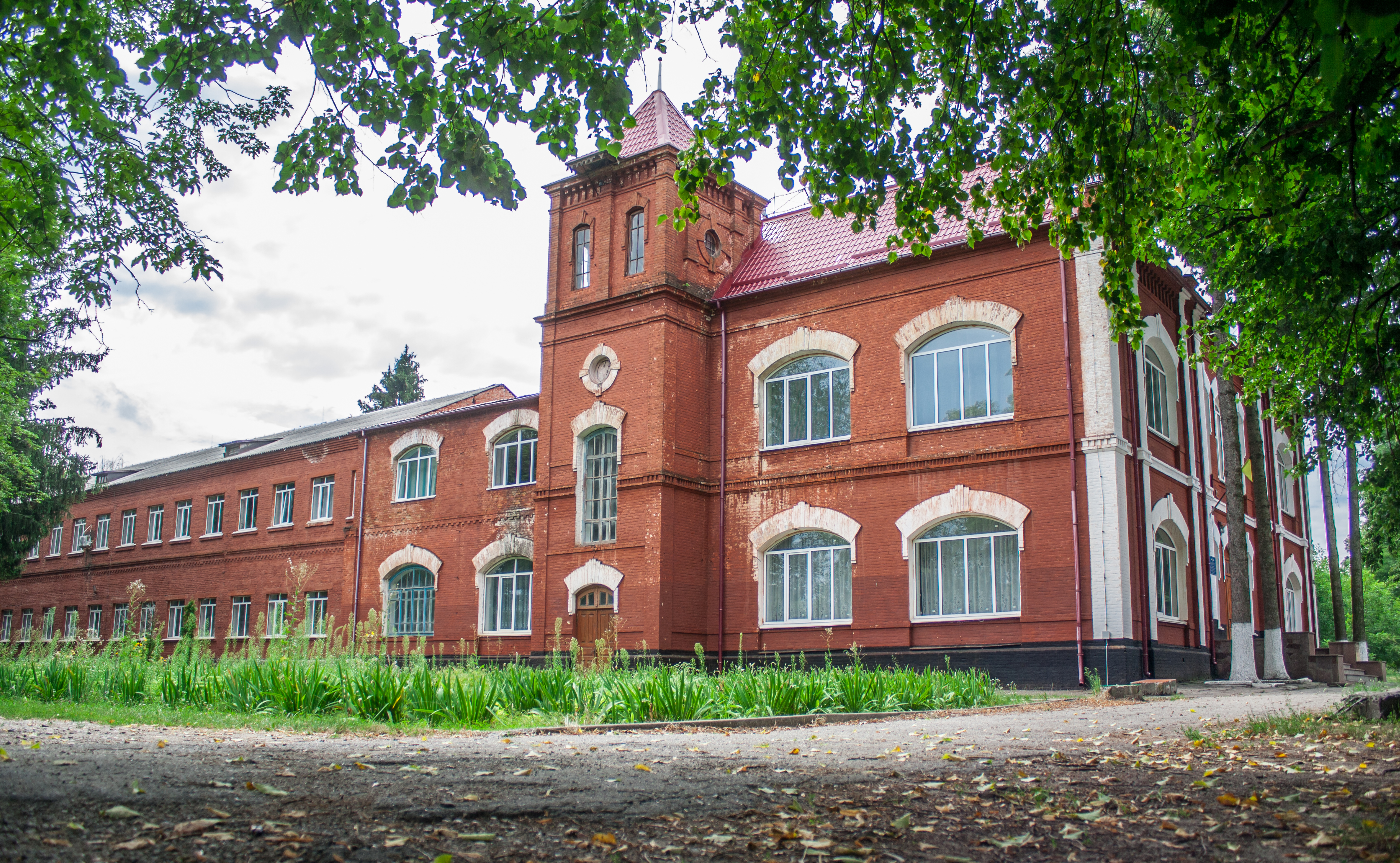
Школа (1896 р.)
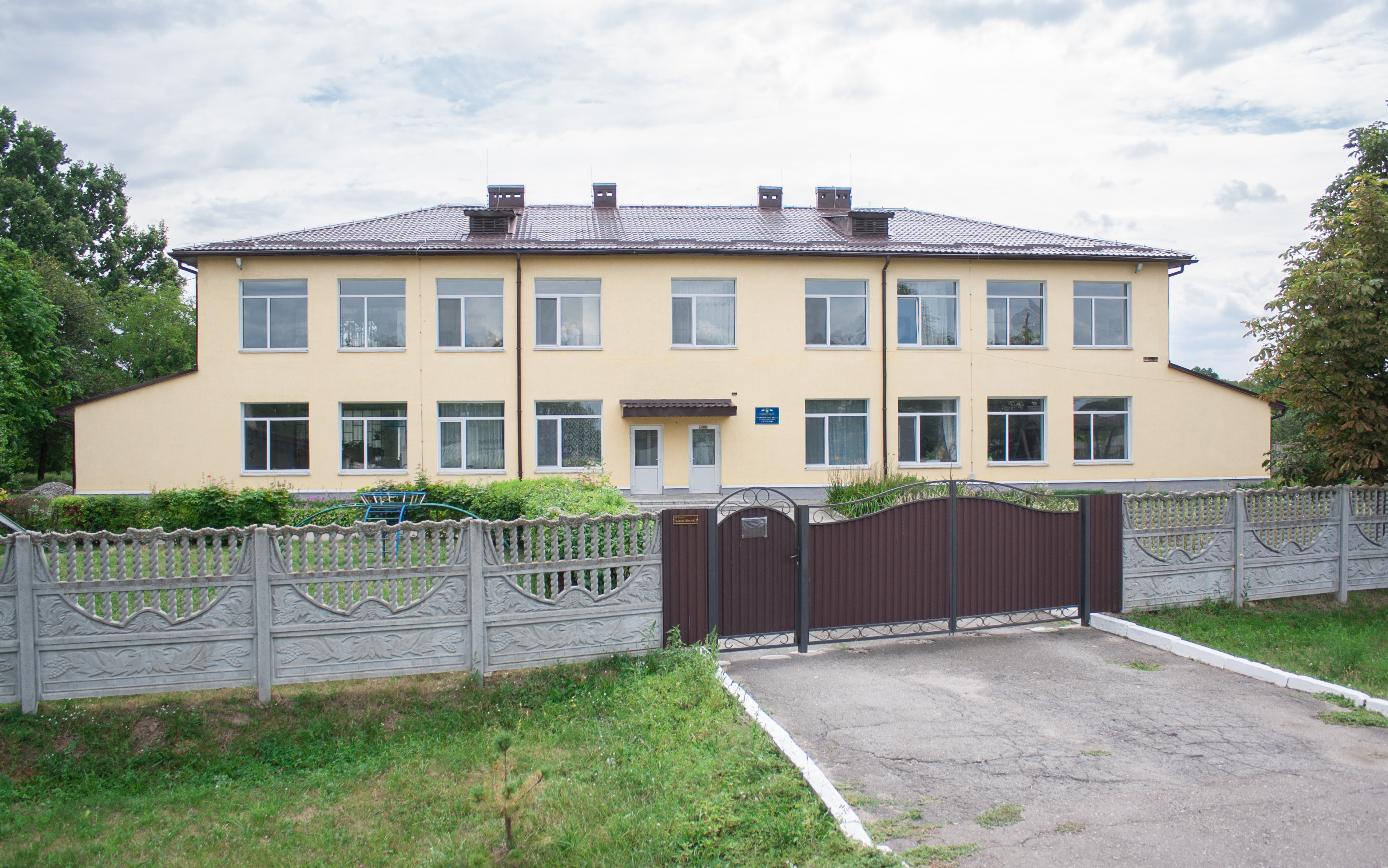
Дитсадок
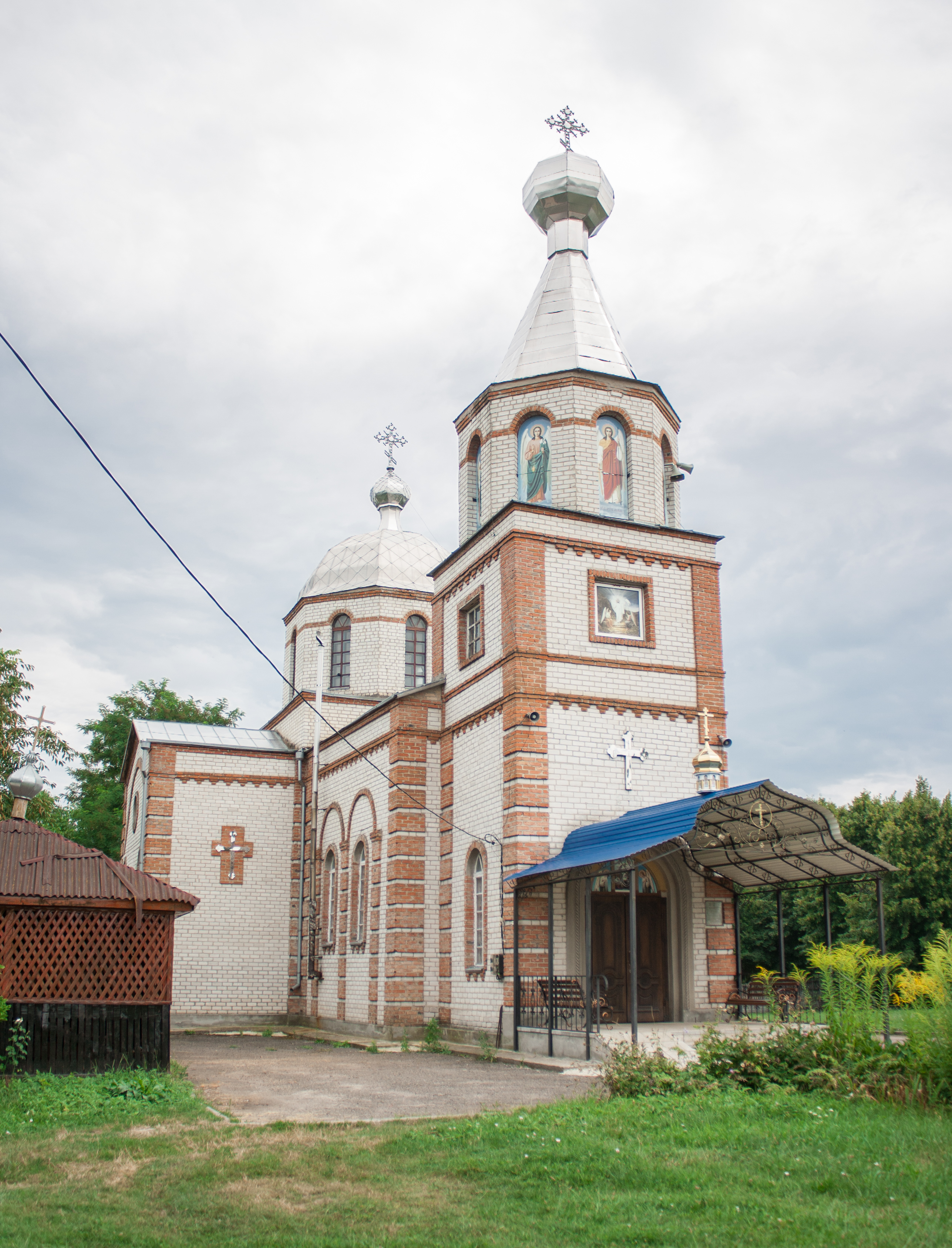
Церква
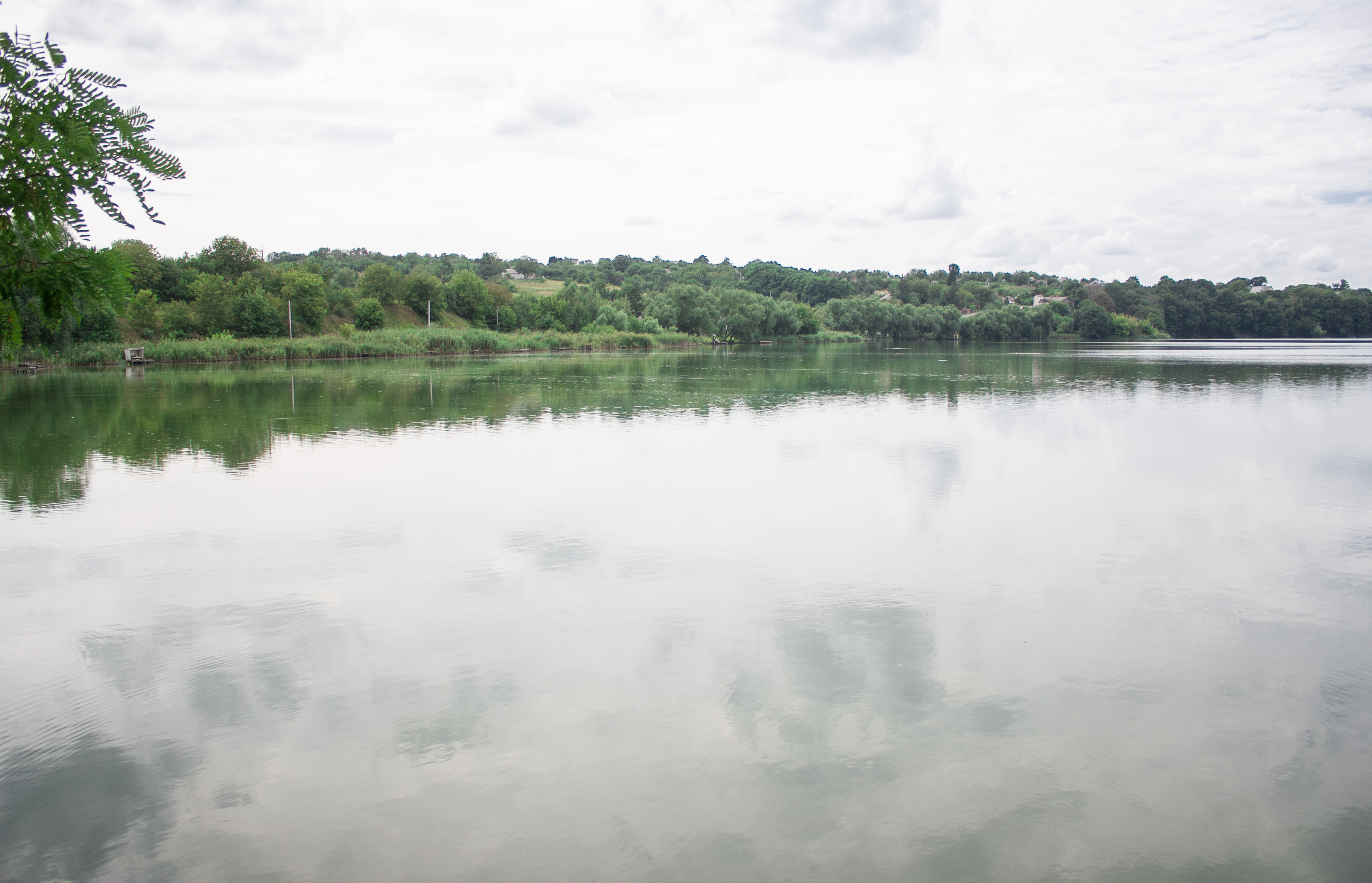
Ставок на річці Гнилий Тікич
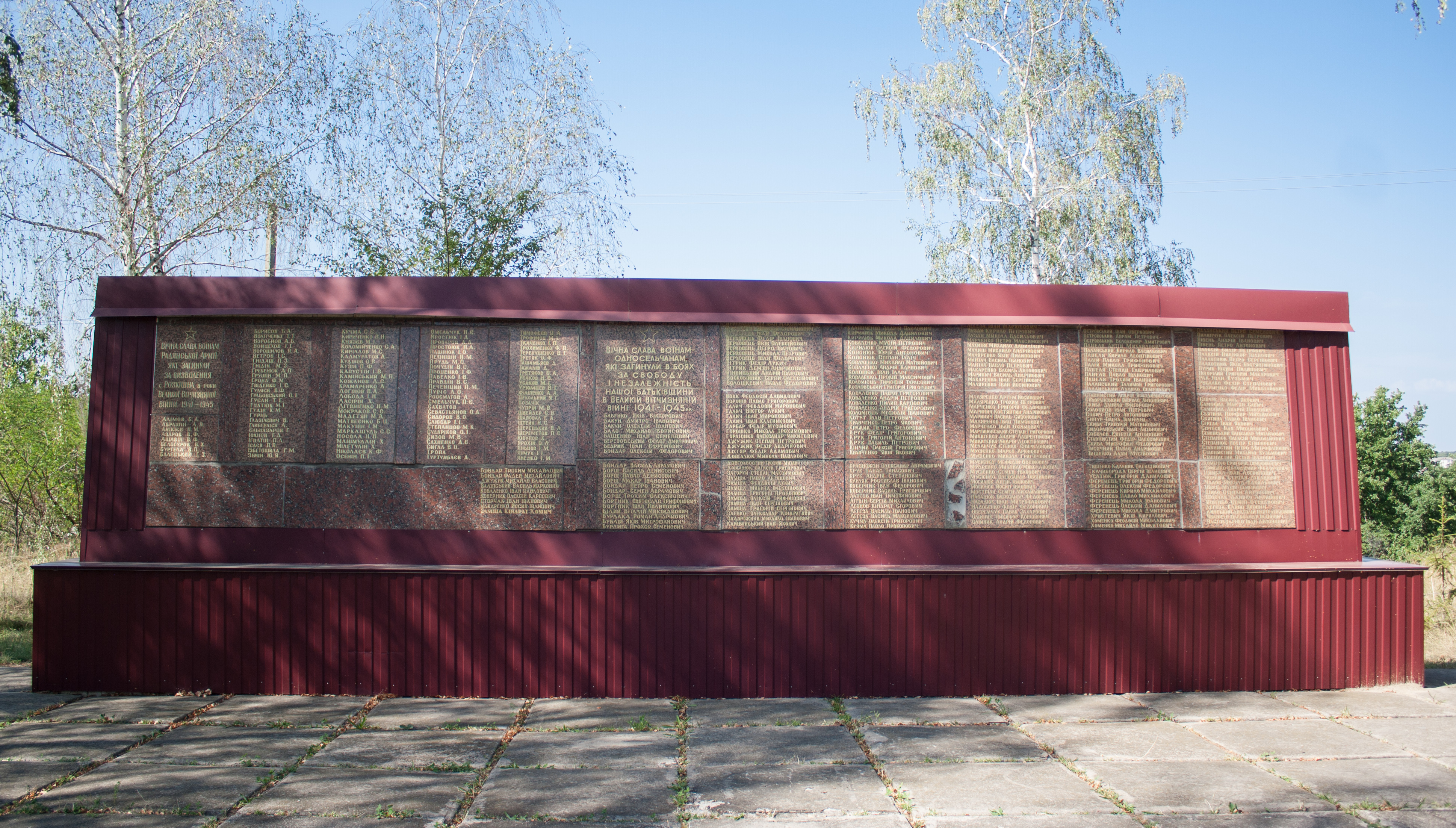
Пам'ятник воїнам - односельцям
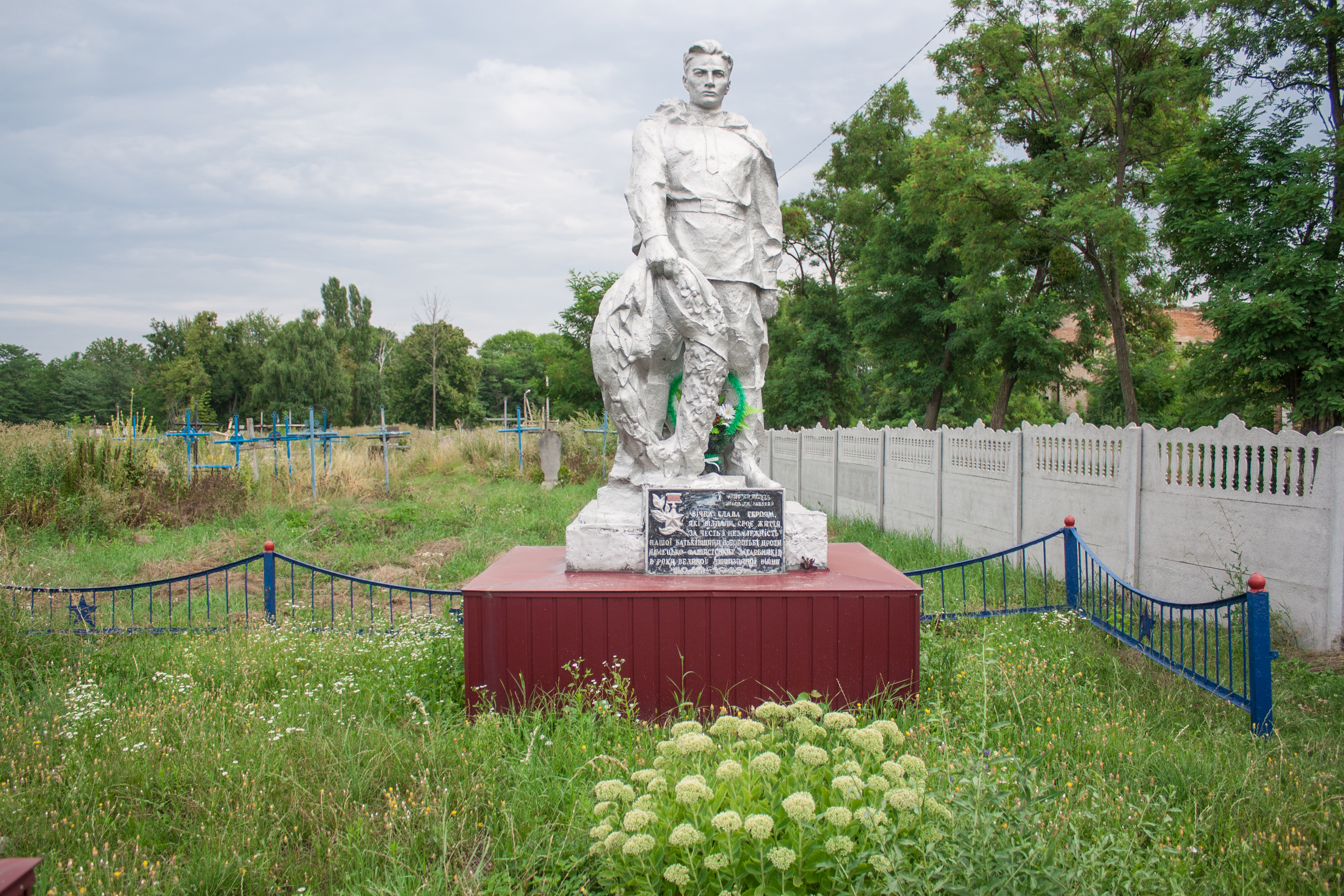
Братська могила радянських воїнів